# Porto Caiuá
Porto Caiuá é um distrito pertencente a Naviraí, no estado do Mato Grosso do Sul. Esta em discussão a data de sua criação dependendo assim apenas do Governador de Mato Grosso do Sul aprovar a sua existência. 
Porto Caiuá está situado a cerca de 65 km do Centro de Naviraí em que o acesso pode ser feito pela rodovia estadual MS-163. Sua divisão é com o estado do Paraná (Porto Camargo). Funciona como balneário às margens do Rio Paraná e com uma beleza cênica e cachoeiras exuberantes, destacando a riqueza do sítio arqueológico (Rio Ivinhema). 
É a comunidade mais próxima do Parque Estadual das Várzeas do Rio Ivinhema, estando do seu lado. Um evento realizado ali é o Desafio do Porto Caiuá, que ocorre em novembro. O evento é promovido pelo Grupo Navi Bikers.